# Kate Beckinsale
Kathrin Romany Beckinsale (Chiswick, 26 de julho de 1973) é uma atriz britânica. Depois de alguns papéis menores na televisão, ela estreou no cinema em Much Ado About Nothing (1993) enquanto ainda era estudante na Universidade de Oxford. Ela apareceu em dramas britânicos como Prince of Jutland (1994), Cold Comfort Farm (1995), Emma (1996) e The Golden Bowl (2000), além de várias produções teatrais e de rádio. Começou a procurar trabalhos cinematográficos nos Estados Unidos no final dos anos 90 e, depois de aparecer em dramas de pequena escala como The Last Days of Disco (1998) e Brokedown Palace (1999), ela teve papéis principais no drama de guerra Pearl Harbor (2001), na comédia romântica Serendipity e Tiptoes (2003). Ela seguiu aqueles com aparições em The Aviator (2004) e Click (2006).
Desde que foi escalada como Selene na série de filmes Underworld (2003–2016), Beckinsale tornou-se conhecida principalmente por seu trabalho em filmes de ação, incluindo Van Helsing (2004), Whiteout (2009), Contraband (2012) e Total Recall (2012). Ela também continua aparecendo em projetos dramáticos menores, como Snow Angels (2007), Nothing but the Truth (2008) e Everybody's Fine (2009). Em 2016, ela recebeu elogios da crítica por sua atuação no filme de comédia de época Love & Friendship.

## Início da vida
Kathrin Romary Beckinsale nasceu em 26 de julho de 1973, em Chiswick, Hounslow, Londres, Inglaterra. Ela é a única filha dos atores Richard Beckinsale e Judy Loe. Ela tem uma meia-irmã paterna mais velha, a atriz Samantha Beckinsale, mas elas não tiveram contato regular. Seu pai era descendente de um quarto da Birmânia. Ela fez sua primeira aparição na televisão aos quatro anos de idade, em um episódio de This is Your Life dedicado ao pai. Quando ela tinha cinco anos, seu pai de 31 anos morreu repentinamente de um ataque cardíaco. Beckinsale ficou profundamente traumatizada com a perda e "começou a esperar que coisas ruins acontecessem". Sua mãe viúva se mudou com o diretor Roy Battersby quando Beckinsale tinha nove anos e ela foi criada ao lado de seus quatro filhos e filha. Ela tem um relacionamento próximo com o padrasto, que foi membro do Partido Revolucionário dos Trabalhadores durante sua juventude. Os amigos da família incluem Ken Loach e Vanessa Redgrave.
Beckinsale foi educada na Godolphin and Latymer School, uma escola independente para meninas em Hammersmith, oeste de Londres e esteve envolvida no Orange Tree Youth Theatre. Ela foi duas vezes vencedora do Prêmio WH Smith Young Writers por ficção e poesia. Ela se descreveu como uma "florzinha tardia": "Todos os meus amigos estavam beijando meninos e bebendo cidra muito antes de mim. Achei realmente deprimente não estarmos fazendo fogueiras no acampamento e todo mundo estava fazendo coisas assim". "Eu detestava ser uma jovem.". Ela teve um colapso nervoso e desenvolveu anorexia aos 15 anos e foi submetida à psicanálise freudiana por quatro anos.
Beckinsale lia literatura francesa e russa no New College, Oxford, e mais tarde foi descrita pela jornalista contemporânea Victoria Coren Mitchell como "chicote inteligente, levemente maluca e muito charmosa". Ela se tornou amiga da filha de Roy Kinnear, Kirsty. Ela esteve envolvida na Sociedade Dramática da Universidade de Oxford, mais notavelmente sendo dirigida pelo colega Tom Hooper em uma produção de A View from the Bridge no Oxford Playhouse. Como estudante de línguas modernas, foi obrigada a passar o terceiro ano no exterior e estudou em Paris. Ela então decidiu deixar a universidade para se concentrar em sua carreira de atriz em ascensão: "Estava chegando ao ponto em que eu não estava gostando de nenhuma das coisas o suficiente, porque ambas eram uma pressão muito alta".

## Carreira

### 1991–1997: Papéis de atuação

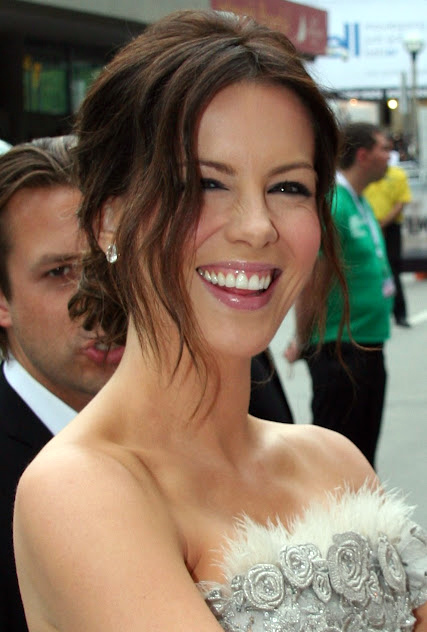
Beckinsale no Festival Internacional de Cinema de Toronto de 2008.

Beckinsale decidiu, desde tenra idade, que queria ser atriz: "Cresci imersa em filmes. Minha família trabalhava. Percebi rapidamente que meus pais pareciam se divertir muito mais no trabalho do que os pais de meus amigos". Ela foi inspirada pelas performances de Jeanne Moreau. Ela fez sua estreia na televisão em 1991, com uma pequena parte de uma adaptação da ITV de PD James ' Devices and Desires. Em 1992, ela estrelou ao lado de Christopher Eccleston em Rachel's Dream, um curta de 30 minutos no Channel 4, e em 1993, ela apareceu no piloto da série de detetives ITV, Anna Lee, estrelando Imogen Stubb.
Em 1993, Beckinsale conseguiu o papel de Hero na adaptação para o cinema de Much Ado About Nothing, de Kenneth Branagh. Foi filmado na Toscana, Itália, durante as férias de verão da Universidade de Oxford. Ela participou da estreia do Festival de Cinema de Cannes e lembrou-a como uma experiência avassaladora. "Ninguém me disse que eu poderia trazer um amigo!". "Eu usava botas Doc Martens e acho que coloquei a flor da bandeja do café da manhã no meu cabelo". Peter Travers, da Rolling Stone, foi conquistado por sua performance "adorável", enquanto Vincent Canby do The New York Times observou que ela e Robert Sean Leonard "parecem certos e se comportam com uma certa sinceridade ingênua, embora muitas vezes pareçam entorpecidos de surpresa ao ouvir as complexas locuções que falam". O filme faturou mais de US$ 22 milhões nas bilheterias. Ela fez três outros filmes enquanto estava na universidade. Em 1994, ela apareceu como o interesse amoroso de Christian Bale em Prince of Jutland, um filme baseado na lenda dinamarquesa que inspirou Hamlet de Shakespeare, e estrelou o mistério do assassinato Descoberto. Em 1995, enquanto estudava em Paris, filmou a língua francesa Marie-Louise ou la Permission.
Pouco depois de deixar a Universidade de Oxford em 1995, Beckinsale estrelou em Cold Comfort Farm, como Flora Poste, uma socialite recém-órfã da década de 1930 enviada para morar com familiares distantes na zona rural da Inglaterra. Beckinsale foi inicialmente considerada muito jovem, mas foi escalada depois que ela escreveu uma carta pedindo ao diretor. Emanuel Levy da Variety foi lembrado "da força de uma jovem Glenda Jackson e o charme de uma jovem Julie Christie". Kevin Thomas, do Los Angeles Times, classificou a atriz como" mais uma daquelas belezas britânicas sem esforço que iluminam a tela". Janet Maslin, do The New York Times sentiu que ela desempenhou o papel "com a perfeita e discreta desenvoltura". O filme arrecadou mais de US$ 5 milhões nas bilheterias dos EUA. Também em 1995, ela apareceu em Haunted, uma história de fantasma. Ela se envolveu romanticamente com a co-estrela Michael Sheen depois de se encontrar durante os ensaios. Mais tarde, ela disse: "Eu fiquei excitada por me sentir muito intimidada. Foi a minha primeira peça e minha mãe cortou críticas sobre ele em produções anteriores. E então ele entrou [...] Era quase como, 'Deus, bem, eu terminei agora. É isso aí então'. Ele é a pessoa mais talentosa que eu já conheci". Irving Wardle do The Independent. achava que "o elenco, incluindo o vulcânico Kostya de Michael Sheen e a congelante e constante Nina de Kate Beckinsale, é principalmente marcante".
Beckinsale próxima estrelou em uma adaptação da ITV de Jane Austen, Emma, interpretando Emma. O programa foi ao ar no outono de 1996, apenas alguns meses depois de Gwyneth Paltrow estrelar uma adaptação cinematográfica da mesma história. Caryn James, do The New York Times sentiu que, embora "a Emma de Beckinsale seja mais clara do que a de Paltrow", ela é "totalmente mais incrível e engraçada". Jonathan Brown, do The Independent, descreveu a interpretação de Beckinsale como "a performance moderna mais duradoura" como Emma. Em 1997, Beckinsale apareceu ao lado de Stuart Townsend na comédia Shooting Fish, um dos filmes britânicos de maior sucesso comercial daquele ano. "Eu tinha acabado de ter minha sabedoria dentes para fora," Beckinsale recordou mais tarde do teste inicial. "Eu também tomava analgésicos muito fortes, por isso não era o mais convencional dos encontros". Elley escreveu sobre "uma performance incrivelmente descontraída". Ela narrou Emma de Austen para Hodder & Stoughton AudioBooks. Também em 1997, ela interpretou Julieta com Romeo de Michael Sheen em uma produção em AudioBook de Romeu e Julieta, dirigida por Sheen.

### 2003–2006: Filmes de ação

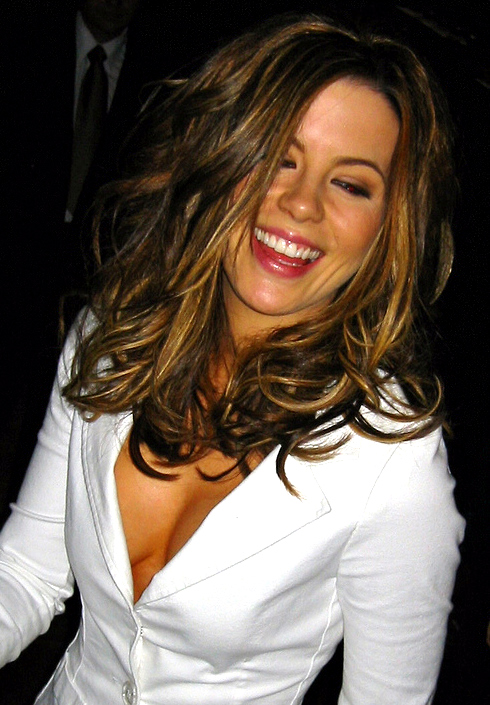
Kate no Festival Internacional de Cinema de Toronto em 2003.

Beckinsale ficou conhecida como uma estrela de ação depois de interpretar uma vampira em Underworld de 2003. O filme era marcadamente diferente de seu trabalho anterior, e Beckinsale disse que ficou grata pela mudança de ritmo depois de aparecer em "um monte de coisas de época e depois várias comédias românticas", acrescentando que "foi um grande desafio para eu jogar uma heroína de ação e fazer todo esse treinamento quando na vida real eu não consigo pegar uma bola se estiver vindo no meu caminho.". O filme recebeu críticas negativas a críticas mistas, mas foi um sucesso surpreendente nas bilheterias e ganhou muitos seguidores. Também naquele ano, ela estrelou Tiptoes com Gary Oldman e Matthew McConaughey.

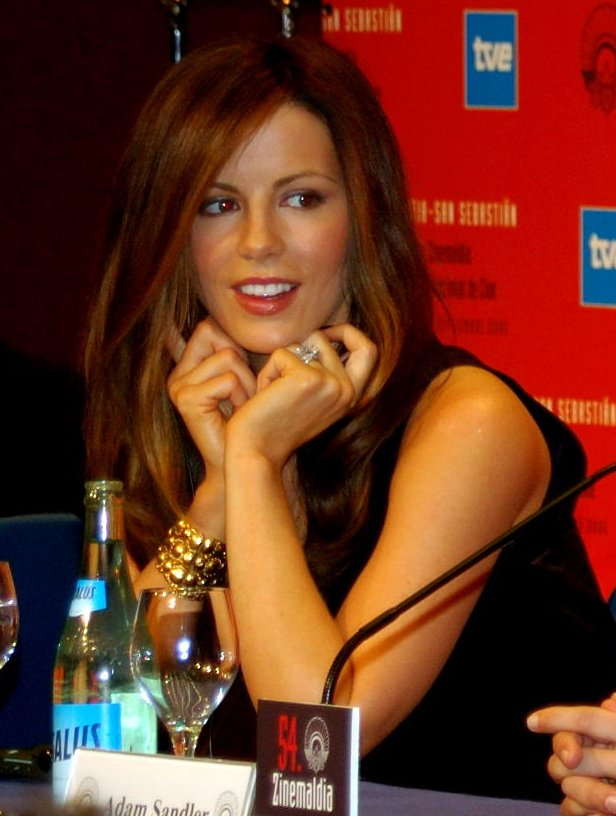
Kate Beckinsale no Festival Internacional de Cinema de San Sebastián em 2005.

Em 2004, Beckinsale estrelou o filme de terror de ação Van Helsing. Ela ficou "tão surpresa" por aparecer em seu segundo filme de ação em dois anos. "Pareceu um papel muito bom". Beckinsale havia acabado de se separar de seu namorado de longa data, Michael Sheen, na época das filmagens e apreciou a atmosfera calorosa criada pelo diretor Stephen Sommers e pelo co-ator Hugh Jackman: "Eu realmente achei isso trabalhando com pessoas como Stephen e Hugh tornou possível passar pelo que eu estava passando". O filme arrecadou mais de US$ 120 milhões nas bilheterias dos EUA e mais de US$ 300 milhões em todo o mundo, mas não foi bem revisado. Mick LaSalle, do San Francisco Chronicle, a descreveu como "uma atriz bonita fazendo o possível para manter a dignidade, tentando em vão elaborar uma declaração feminista do capricho de um cineasta", enquanto Rex Reed, do The New York Observer, sentiu que estava "desesperadamente" necessitada de um novo agente".
Também em 2004, Beckinsale interpretou Ava Gardner na biografia de Howard Hughes, de Martin Scorsese, The Aviator. Scorsese decidiu escalar Beckinsale porque: "Eu sempre gostei dela. Vi todo o trabalho dela e fiquei feliz que ela concordou em fazer o teste". O desempenho de Beckinsale recebeu críticas mistas. Ken Tucker, da New York Magazine, disse que ela desempenhou o papel "em plena floração", enquanto LaSalle sentiu que conseguiu "nos convencer de que Ava era uma das grandes atrizes de todos os tempos". No entanto, Peter Bradshaw, do The Guardian, afirmou que "a sensualidade voluptuosa e rica de Gardner está completamente ausente, enquanto Beckinsale caminha pelo papel como se estivesse anunciando perfume". O filme arrecadou mais de US$ 213 milhões em todo o mundo.
Em 2006, Beckinsale reprisou seu papel como Selene na bem sucedida sequencia de Underworld: Evolution, dirigida por seu marido. Foi a primeira vez que ela "se envolveu com um filme desde o momento em que é um germe de uma ideia durante todo o processo de edição". Sua filha teve um pequeno papel como a jovem Selene. O filme foi um sucesso de bilheteria, arrecadando US$ 111 milhões em todo o mundo. A segunda aparição de Beckinsale em 2006 foi ao lado de Adam Sandler e Christopher Walken em Click, uma comédia sobre um homem de família sobrecarregado que descobre um controle remoto mágico que lhe permite controlar o tempo. A oportunidade de interpretar uma mãe "foi uma das coisas que me atraiu" no papel. Era altamente lucrativo, arrecadando US$ 237 milhões em todo o mundo a partir de um orçamento de produção de US$ 82,5 milhões.

### 2007–2008: Foco em filmes de Drama

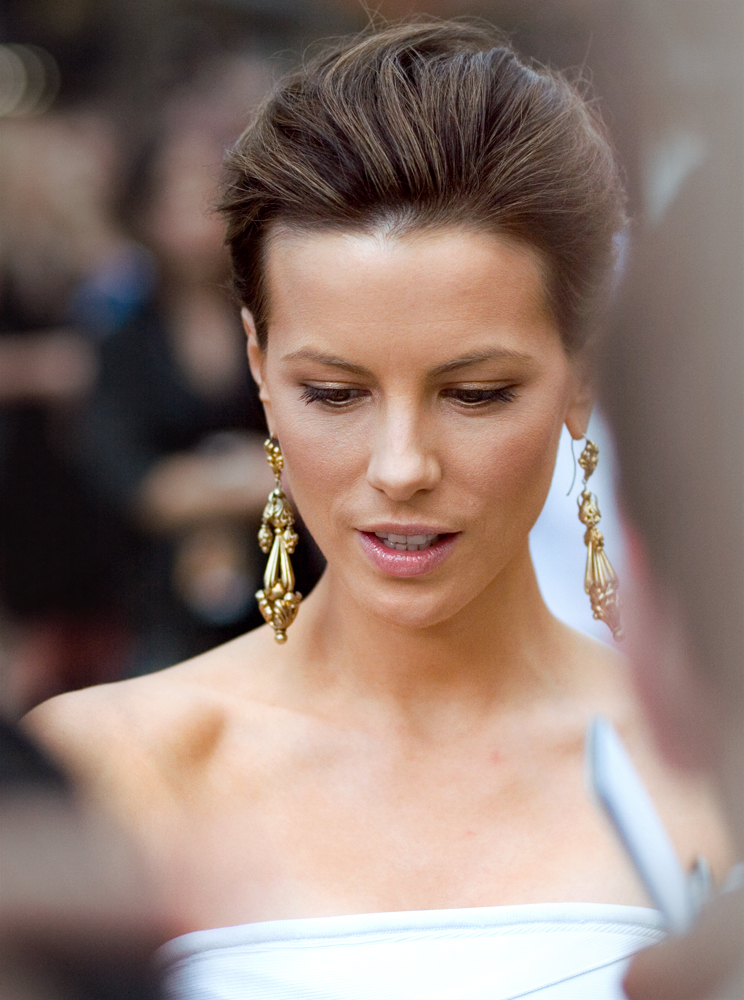
Beckinsale na estreia de Londres do Live Free or Die Hard em junho de 2007.

Beckinsale então retornou a projetos de menor escala: "Minha experiência é que eu me afastei dos filmes independentes e fiz alguns filmes grandes. Mas não é necessariamente assim que os outros percebem, o que eu entendo". "Gosto de um filme de ação tanto quanto a próxima pessoa, mas não é algo que gostaria de fazer apenas". Ela explicou que originalmente havia decidido aparecer em Underworld porque se sentia mal em papéis clássicos, era "assumido que eu usava um penico e usava calças" — mas que sua carreira de ação "decolou" um pouco demais".
Em 2007, Beckinsale estrelou ao lado de Sam Rockwell no drama independente Snow Angels, baseado no romance de Stewart O'Nan. O filme angustiante, no qual ela interpretou uma mãe solteira arrasada, colocou Beckinsale "em uma situação difícil". "Eu tinha meu filho, meu marido e, de fato, meu ex estava por perto, então foi muito bom voltar para casa para o meu povo a quem eu amo". Puig sentiu que "Beckinsale apresenta seu melhor desempenho em anos", enquanto Richard Corliss, da Time, descreveu como "seu trabalho mais nítido até agora". No entanto, A. O. Scott, do The New York Times sentiu que "sua habilidade e disciplina não podem superar a sensação de que ela é uma espécie exótica transplantada para esse ecossistema sombrio. Por mais que ela trabalhe para nos convencer do contrário, é muito difícil acreditar que uma mulher com o tipo de confiança equilibrada em sua própria beleza que ela manifesta acabaria com um hálito bucal de baixo desempenho como Glenn". O filme arrecadou apenas US$ 414 404 em todo o mundo.

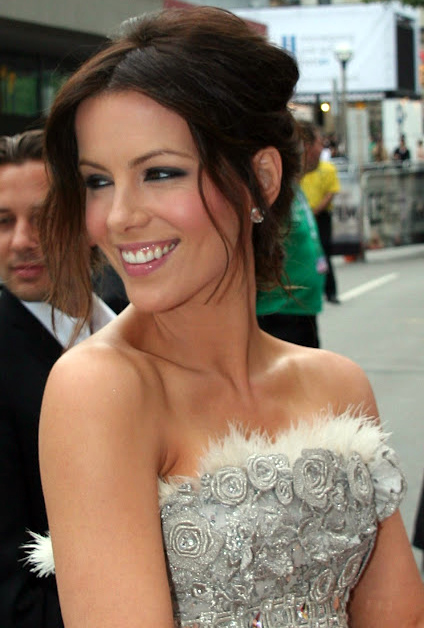
Beckinsale no Festival de Cinema de Toronto em2008.

Também em 2007, Beckinsale apareceu ao lado de Luke Wilson em Vacancy, um thriller ambientado em um motel isolado. Sarah Jessica Parker foi originalmente escalada para o papel, mas desistiu antes do início das filmagens. Bradshaw sentiu que "Wilson e Beckinsale gostam e se dariam bem em filmes de terror", enquanto Owen Gleiberman notou "Luke Wilson, com sua ousadia defensiva, e Kate Beckinsale, toda a severidade sexy, são ideais como um casal que se odeia". O filme foi lucrativo, arrecadando US$ 35 milhões em todo o mundo, com um orçamento de produção de US$ 19 milhões.
Em 2008, Beckinsale apareceu em Winged Creatures, um filme sobre como seis testemunhas diferentes lidam com as consequências de um tiroteio. Beckinsale interpretou uma mãe solteira como garçonete em um elenco que incluía Dakota Fanning, Jennifer Hudson e Forest Whitaker. "Foi uma experiência muito, muito boa, mas foi rápida", disse Beckinsale sobre o processo de filmagem. "Eu me senti um pouco como se tivesse levado um tiro de canhão". Betsy Sharkey, do Los Angeles Times, sentiu que desempenhou o papel "com uma lixeira branca" e encontrou a "dor crua de sua personagem por alguém com dinheiro e respeitabilidade ser palpável". No entanto, Dargis achava que Beckinsale e seus colegas de elenco enfrentam "momentos difíceis preenchendo personagens que são, na melhor das hipóteses, abstrações de pesar e geralmente apenas clichês". O filme recebeu um lançamento teatral muito limitado em Nova York e Los Angeles; foi lançado simultaneamente em DVD.
Também em 2008, Beckinsale estrelou Nothing but the Truth, como jornalista que se recusa a revelar sua fonte. O filme, co-estrelado por Vera Farmiga e Matt Dillon, foi inspirado no caso de Judith Miller. Como parte de sua pesquisa para o papel, "Passei algum tempo no The LA Times com algumas repórteres e conversei com Judith Miller sobre sua experiência [...] Realmente pesquisei muito sobre isso e foi incrivelmente incrível, uma experiência brilhante e gratificante". Ann Hornaday, do Washington Post afirmou que Beckinsale e Farmiga interpretaram "duas das mais fascinantes personagens femininas do cinema que apareceram nas telas há muito tempo, e foram trazidas à vida por duas atrizes talentosas, cada uma trabalhando no topo de seu personagem". Beckinsale recebeu uma indicação ao Critic's Choice Award por seu desempenho. O filme nunca recebeu uma versão teatral completa depois que o distribuidor pediu falência e o filme arrecadou apenas $ 186 702 em todo o mundo.

### 2009–2015: Retorno aos filmes de ação

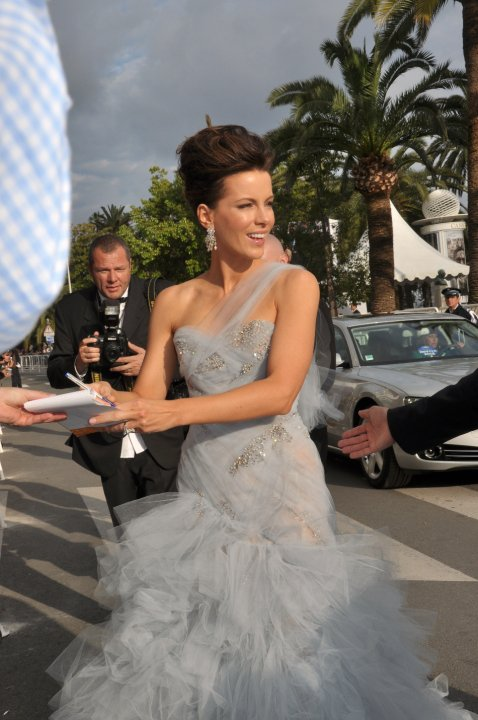
Kate no Festival de Cannes em 2010.

Em 2009, Beckinsale estrelou a adaptação dos quadrinhos Whiteout, como um marechal americano encarregado de investigar um assassinato na Antártica. Foi filmado em Manitoba, Canadá. Ela achou as cenas de ação menos exigentes do que as do Underworld, porque "três pares de calças e uma jaqueta oferecem uma proteção um pouco mais do que o traje de látex". O filme foi criticado e um fracasso nas bilheterias, falhando em recuperar seu orçamento. Com o consenso dos críticos: Beckinsale está adorável como sempre, e faz o melhor com o material, mas o ritmo moribundo e uma trama sem inspiração deixam Whiteout no frio. Ela também fez uma breve participação especial no Underworld: Ascensão dos Lycans; ela apareceu em flashforwards composta de imagens do Underworld de 2003. Também em 2009, Beckinsale estrelou o drama familiar Everybody's Fine, ao lado de Robert De Niro, Drew Barrymore e Rockwell, sua co-estrela de Snow Angels. Beckinsale estava empolgada com a oportunidade de trabalhar com De Niro, a quem ela havia encontrado pela primeira vez "há anos e anos quando eu tinha Lily e ele estava fazendo uma leitura de O Bom Pastor ". Everybodys Fine foi um fracasso nas bilheterias, falhando em recuperar seu orçamento de produção. Em maio de 2010, Beckinsale participou do júri do Festival de Cannes de nove membros, presidido pelo diretor Tim Burton. Incapaz de encontrar um roteiro pelo qual se sentisse apaixonada, Beckinsale manteve um perfil discreto em 2010 e 2011, optando por passar um tempo com a filha.
Beckinsale voltou a atuar em 2012 com participações em três filmes de ação. Beckinsale apareceu pela primeira vez no thriller de ação Contraband. Ela teve um papel coadjuvante como a esposa do personagem de Mark Wahlberg, um ex-criminoso que é forçado a voltar à vida de crime depois que seus familiares são ameaçados. O filme foi dirigido por Baltasar Kormákur, que também estrelou a versão em língua islandesa do filme, Reykjavík-Rotterdam. O San Francisco Chronicle achou que Beckinsale estava "presa em um papel ingrato como esposa vitimizada, mas ela tenta infundir uma borda mais difícil ao personagem". O filme teve um orçamento de produção de US$ 25 milhões e arrecadou mais de US$ 96 milhões em todo o mundo.

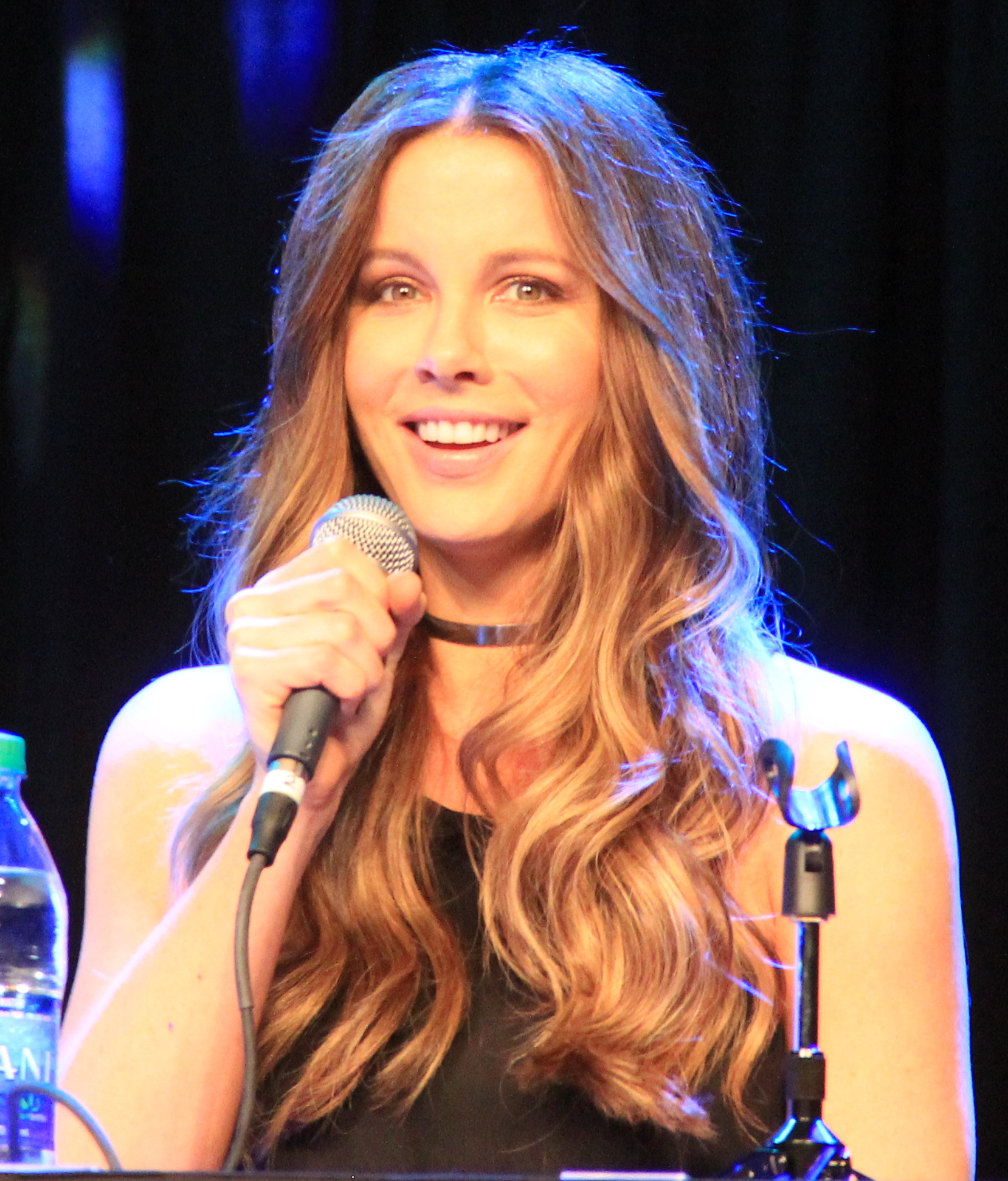
Kate Beckinsale em 2016.

Beckinsale, em seguida, reprisou seu papel como Selene na quarta parte da franquia de vampiros Underworld: Awakening. A franquia foi inicialmente concebida como uma trilogia e Beckinsale não estava "pretendendo fazer outra", mas estava convencido pela qualidade do roteiro. O Hollywood Reporter observou que "quando ela não está realmente brigando, seu desempenho consiste em pouco mais do que caminhar propositadamente em direção ou se afastar da câmera". O Los Angeles Times observou que ela "finalmente conseguiu aperfeiçoar a entrega monótona que estivera aprimorando pelas duas primeiras entradas da série". O filme teve um orçamento de produção de US$ 70 milhões e arrecadou mais de US$ 160 milhões em todo o mundo. Também em 2012, Beckinsale apareceu como a esposa de um operário de fábrica no remake de ação de ficção científica Total Recall, dirigido por seu marido Len Wiseman. Ela disse que Wiseman se juntou ao projeto porque não conseguiu receber financiamento de estúdio para uma ideia original de ficção científica: "Você está constantemente se defendendo de fazer um remake quando não queria realmente fazer um filme. o primeiro lugar.". O filme recebeu principalmente críticas negativas. A Variety achou seu desempenho "uma nota", enquanto o Hollywood Reporter a descreveu como "unidimensional. O USA Today comentou que ela "passa grande parte do filme andando pelos corredores e olhando implacavelmente, embora sem graça, desagradável". O New York Post afirmou Beckinsale "muito além do prazo de boas-vindas". O filme arrecadou US$ 198 milhões com um orçamento de produção superior a US$ 125 milhões.
Em 2013, Beckinsale estrelou o thriller legal The Trials of Cate McCall, ao lado de Nick Nolte e James Cromwell. O filme recebeu críticas negativas e foi lançado como um filme da vida. Ela seguinte apareceu no pouco visto thriller psicológico Stonehearst Asylum, vagamente baseado em Edgar Allan Poe. Também em 2014, Beckinsale estrelou o thriller psicológico The Face of an Angel ao lado de Daniel Brühl. O filme, dirigido por Michael Winterbottom, foi inspirado no caso de Meredith Kercher. Jesse Hassenger, do The AV Club, sentiu que seu desempenho "carismático" foi desperdiçado. Também naquele ano, ela estrelou ao lado de Simon Peggna na comédia britânica mal recebida Absolutely Anything, como funcionária de uma agência de autores e o interesse amoroso de um homem (Pegg) escolhido por quatro alienígenas para fazer o que ele quiser. Tom Huddleston, da Time Out, disse que seu personagem "nunca é realmente desenvolvido, o que talvez seja uma bênção, porque seu desempenho fino e elegante é quase tão irritante quanto o de Pegg". Uma fã de Monty Python quando era criança, em 2014 Beckinsale apareceu no quarto episódio de Best Bits (principalmente) de Monty Python, onde falou sobre seu esboço de comédia favorito em Python.

### 2016– Presente: Love & Friendship e seguintes

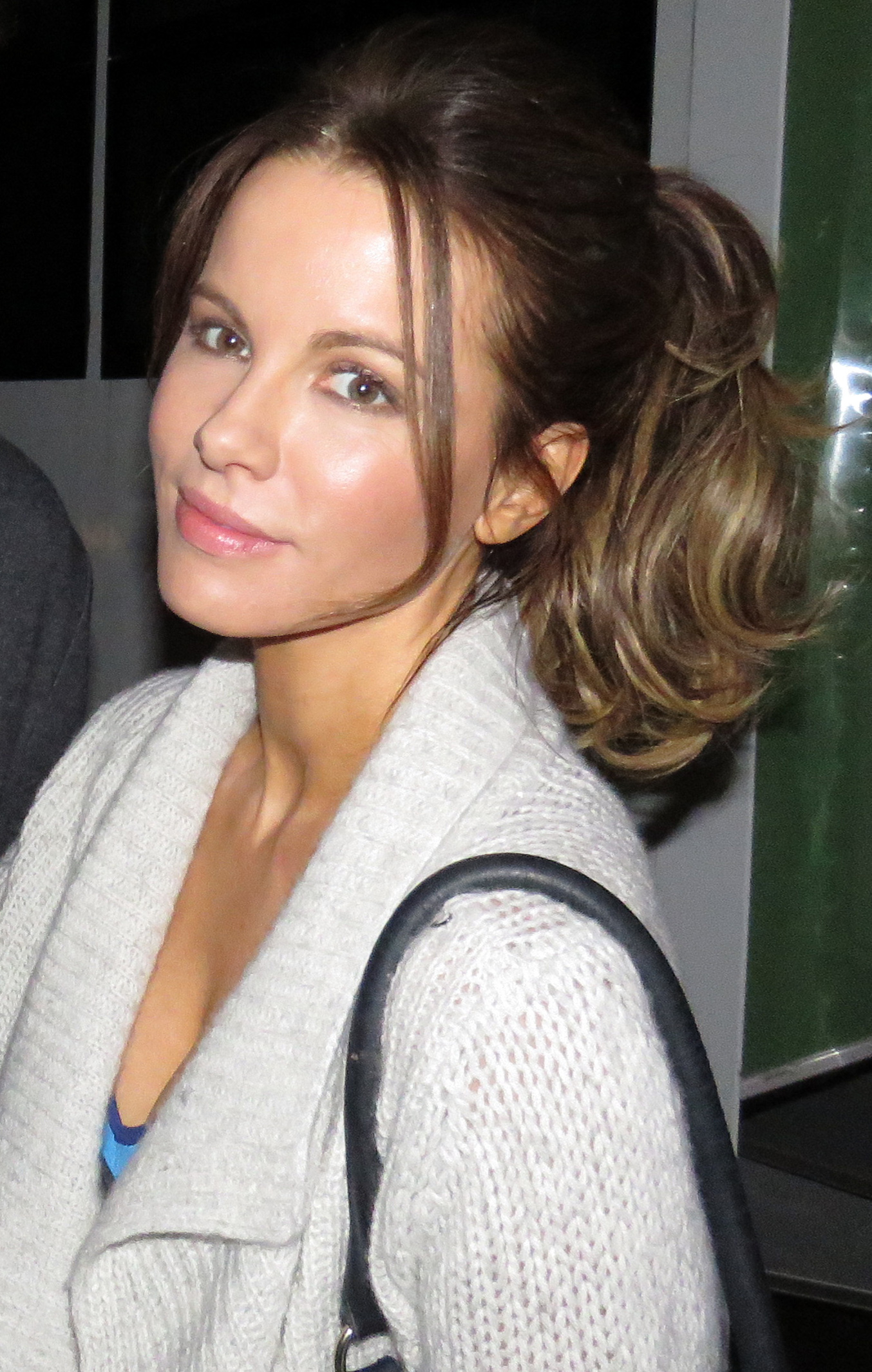
Kate Beckinsale em 2016.

Na comédia romântica Love & Friendship (2016), que estreou no Sundance Film Festival, Beckinsale se reuniu com seus colaboradores do Last Days of Disco, Stillman e Sevigny. Baseado em Lady Susan de Jane Austen, o filme girava em torno de seu papel como o personagem-título, uma viúva irônica e calculista, como ela persegue um homem rico e infeliz para o casamento originalmente planejado para sua filha, que ela finalmente se casa com ele sozinha. O filme foi universalmente aclamado pela crítica e encontrou sucesso comercial em outros cinemas. Justin Chang da Variety descreveu o papel como "um dos papéis de tela mais satisfatórios de sua carreira [...] Beckinsale magnetiza a tela de uma maneira que naturalmente destaca o quão à frente de todos os outros ela é: um efeito que nem sempre funciona para o filme". Todd McCarthy, do The Hollywood Reporter, comentou: "Não há grandes profundidades no papel, mas Beckinsale se destaca pelos longos discursos e por definir sua personagem como uma egoísta muito consciente de si mesma".
Também no ano, ela estrelou o filme de terror The Disappointments Room ao lado de Mel Raido, ambos interpretando um casal em uma casa nova que contém uma sala escondida com um passado assombrado. O filme foi muito criticado pela crítica e fracassou nas bilheterias; faturou apenas US$ 1,4 milhão em seu fim de semana de abertura e um total de US$ 2,4 milhões na América do Norte. Christian Holub, da Entertainment Weekly, concluiu que "a maioria dos filmes é apenas Beckinsale andando por aí parecendo preocupada", enquanto Joe Leydon, da Variety achou-a "credível e convincente, exceto [...] quando ela está se esforçando demais em uma cena bastante infeliz que exige discursos bêbados". No final de 2016, Beckinsale retornou como Selene na quinta parcela do submundo franquia, Underworld: Blood Wars, que arrecadou US$ 81,1 milhões no mundo inteiro.
Beckinsale atuou ao lado de Pierce Brosnan, Callum Turner e Jeff Bridges no drama romântico de Marc Webb, The Only Living Boy in New York (2017), como editor de livros e amante de uma editora cujo filho vê sua vida revirada. As críticas ao filme foram medíocres, enquanto encontrou uma audiência limitada nos cinemas. O AV Club considerou Brosnan e Beckinsale "muito mais interessantes pelas virtudes gêmeas de não disfarçar suas vozes e se encaixar tão mal no melodrama de rosto triste que esse filme quer ser".
Em 2019, Beckinsale estrelou o drama ITV, The Widow, sua primeira série de TV há mais de 20 anos. A série estrelou Beckinsale como uma inglesa que acredita que seu marido, morto em um acidente de avião três anos antes, ainda está vivo no Congo.

## Modelagem
Kate trabalhou ocasionalmente como modelo. Em 1997, apareceu no videoclipe da música Waltz Away Dreaming de George Michael. Em 2002, foi dirigida por Cameron Crowe para um comercial da Gap ao lado de Orlando Bloom. Em 2004, apareceu em um comercial da Diet Coke dirigido por Michel Gondry. Em 2009, anunciou a Absolut Vodka em uma campanha impressa fotografada por Ellen von Unwerth. Em 2011, promoveu o Lux shampoo em um comercial japonês.
Foi eleita a "Mulher Mais Sexy Viva" em 2009 pela revista Esquire.

## Vida pessoal

### Relações
Beckinsale teve um relacionamento de oito anos com o ator Michael Sheen de 1995 a 2003. Eles se conheceram quando lançaram uma produção em turnê de The Seagull no início de 1995 e se mudaram juntos pouco depois. Em 1997, eles dublaram uma produção em AudioBook de Romeu e Julieta. A filha deles, Lily, nasceu em Londres em 31 de janeiro de 1999. Em 2001, a atriz disse que estava "envergonhada" por Sheen nunca ter proposto, mas sentiu como se fosse casada. O relacionamento deles terminou no início de 2003, após as filmagens de Underworld. Beckinsale e Sheen continuam amigos íntimos. Ela comentou em 2016: "Ele é realmente querido, família próxima. Ele é alguém que eu conheço desde que eu tinha 21 anos. Eu realmente o amo muito".
Beckinsale conheceu o diretor Len Wiseman no set de 2003, Underworld. Beckinsale convenceu Wiseman a escalar Sheen no filme, mas durante o set, ela e Wiseman se apaixonaram. Dana, professora de jardim de infância e então esposa de Wiseman, alegou infidelidade em Budapeste. Beckinsale e Wiseman negam ficar juntos enquanto Underworld estava filmando. Eles se casaram em 9 de maio de 2004 em Bel-Air, Califórnia. Beckinsale e Wiseman anunciaram sua separação em novembro de 2015, e Wiseman pediu o divórcio em 2016, citando "diferenças irreconciliáveis".

### Filantropia
A British Heart Foundation tem sido a instituição de caridade de escolha de Beckinsale "desde que ela tinha seis anos", quando seu pai, que tinha um defeito cardíaco congênito, morreu de um ataque cardíaco maciço. Ela também doou recordações de filmes para a Epidermolysis Bullosa Medical Research Foundation, MediCinema, Habitat For Humanity e a Entertainment Industry Foundation. Em 2008, ela organizou a 4ª Festa Anual Rosa para arrecadar fundos para o Instituto de Pesquisa do Câncer da Mulher no Cedars-Sinai Medical Center e organizou uma exibição de All About Eve para o FilmAid International. Em 2012, Beckinsale ingressou no Programa Compartilhar a Alegria de Ler da Nestlé, para aumentar a conscientização sobre a importância da alfabetização das pessoas.

## Filmografia

### Cinema
| Ano  | Título Original                 | Título (Brasil)                                     | Personagem                        |
| 1993 | One Against The Wind            | Correndo contra o Vento                             | Barbe Lindell                     |
| 1993 | Much Ado About Nothing          | Muito Barulho por Nada                              | Hero                              |
| 1994 | Uncovered                       | Xeque-Mate                                          | Julia                             |
| 1994 | Prince of Jutland               | Jutland — Reinado de Ódio                           | Ethel                             |
| 1995 | Cold Comfort Farm               | Em Busca da Felicidade                              | Flora Poste                       |
| 1995 | Haunted                         | Ilusões Perigosas                                   | Christina Mariell                 |
| 1998 | The Last Days of Disco          | Os Últimos Embalos da Disco                         | Charlotte Pingress                |
| 1998 | Shooting Fish                   | Atirando em Peixes                                  | Georgie                           |
| 1998 | Alice Through the Looking Glass | Alice Através do Espelho — E o Que Ela Encontrou Lá | Alice                             |
| 1999 | Brokedown Palace                | A Viagem                                            | Darlene Davis                     |
| 2001 | Serendipity                     | Escrito nas Estrelas                                | Sara Thomas                       |
| 2001 | Pearl Harbor                    | Pearl Harbor                                        | Enfermeira-tenente Evelyn Johnson |
| 2001 | The Golden Bowl                 | A Taça de Ouro                                      | Maggie Verver                     |
| 2002 | Laurel Canyon                   | Laurel Canyon — Rua das Tentações                   | Alex Elliot                       |
| 2003 | Underworld                      | Anjos da Noite                                      | Selene                            |
| 2003 | Tiptoes                         | Na Ponta dos Pés                                    | Carol                             |
| 2004 | The Aviator                     | O Aviador                                           | Ava Gardner                       |
| 2004 | Van Helsing                     | Van Helsing: o Caçador de Monstros                  | Anna Valerious                    |
| 2006 | Click                           | Click                                               | Donna Newman                      |
| 2006 | Underworld: Evolution           | Anjos da Noite: A Evolução                          | Selene                            |
| 2007 | Vacancy                         | Temos Vagas                                         | Amy Fox                           |
| 2008 | Snow Angels                     | Anjos da Neve                                       | Annie Marchand                    |
| 2008 | Winged Creatures                | O Efeito da Fúria                                   | Carla Davenport                   |
| 2008 | Nothing But the Truth           | Faces da Verdade                                    | Rachel Armstrong                  |
| 2009 | Whiteout                        | Terror na Antártida                                 | Carrie Stetko                     |
| 2009 | Everybody's Fine                | Estão Todos Bem                                     | Amy                               |
| 2009 | Underworld: Rise of the Lycans  | Anjos da Noite: A Rebelião                          | Selene                            |
| 2012 | Underworld: Awakening           | Anjos da Noite: O Despertar                         | Selene                            |
| 2012 | Contraband                      | Contrabando                                         | Kate Farraday                     |
| 2012 | Total Recall                    | O Vingador do Futuro                                | Lori                              |
| 2013 | The Trials of Cate McCall       | Teia de Mentiras                                    | Cate                              |
| 2014 | Stonehearst Asylum              | Refúgio do medo                                     | Eliza Graves                      |
| 2015 | The Face of one Angel           | A Face De Um Anjo                                   | Simone                            |
| 2015 | Absolutely Anything             | Absolutamente Impossível                            | Catherine                         |
| 2016 | Love & Friendship               | Amor e Amizade                                      | Lady Susan Vernon                 |
| 2016 | The Disappointments Room        | O Quarto dos Esquecidos                             | Dana                              |
| 2016 | Underworld: Blood Wars          | Anjos da Noite: Guerra de Sangue                    | Selene                            |
| 2017 | The Only Living Boy in New York | Apenas um Garoto em Nova York                       | Johanna                           |
| 2019 | The Widow                       |                                                     | Georgia Wells                     |
| 2019 | El Tonto                        |                                                     |                                   |
| 2021 | Jolt                            | Lindi                                               | [ 103 ]                           |